# Jan Kopiec
Jan Marian Kopiec (ur. 18 grudnia 1947 w Zabrzu) – polski duchowny rzymskokatolicki, profesor nauk teologicznych, biskup pomocniczy opolski w latach 1993–2011, biskup diecezjalny gliwicki w latach 2012–2023, od 2023 biskup senior diecezji gliwickiej.

## Życiorys

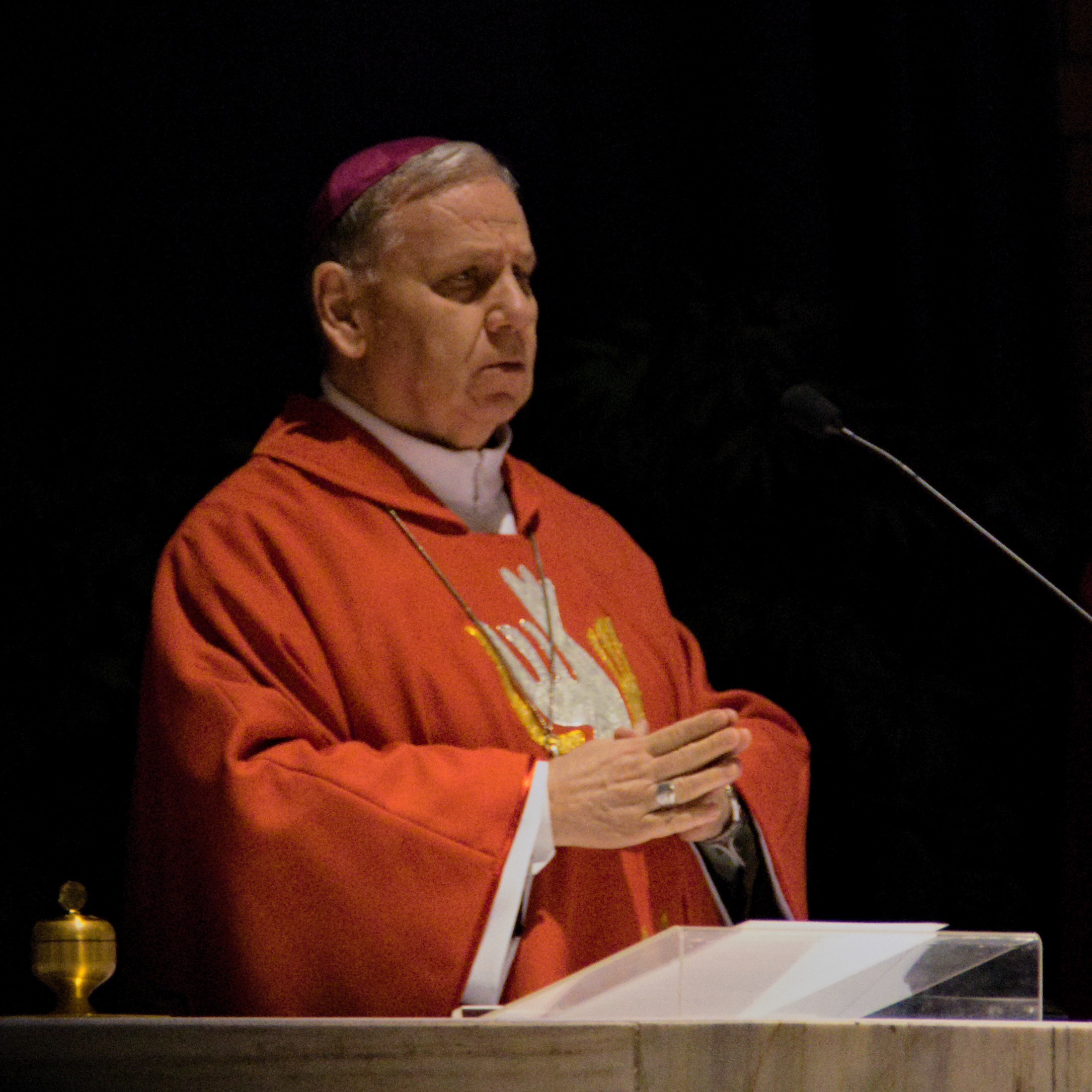
Jan Kopiec (2019)

### Młodość i wykształcenie
Urodził się 18 grudnia 1947 w Zabrzu. Dorastał w Bytomiu. Tam w latach 1961–1965 kształcił się w III Liceum Ogólnokształcącym im. Władysława Broniewskiego, gdzie złożył egzamin dojrzałości.
W latach 1965–1972 odbył studia filozoficzno-teologiczne w Wyższym Seminarium Duchownym Śląska Opolskiego w Nysie, przerwane w latach 1966–1968 na czas służby wojskowej w jednostce kleryckiej w Bartoszycach. Wyświęcony na prezbitera został 30 kwietnia 1972 w katedrze Podwyższenia Krzyża Świętego w Opolu przez biskupa Franciszka Jopa, administratora apostolskiego Śląska Opolskiego. Magisterium z teologii uzyskał w 1977 na Wydziale Teologicznym Katolickiego Uniwersytetu Lubelskiego. W latach 1978–1982 odbył dalsze studia w Instytucie Historii Kościoła na Wydziale Teologicznym Katolickiego Uniwersytetu Lubelskiego, które na podstawie dysertacji Historiografia diecezji wrocławskiej do roku 1821 ukończył ze stopniem doktora nauk teologicznych w zakresie historii Kościoła.

### Prezbiter
Jako wikariusz pracował w parafiach św. Franciszka w Zabrzu (1972–1974) i Najświętszego Serca Pana Jezusa w Zabrzu-Rokitnicy (1974–1978).
W 1986 objął funkcję dyrektora Archiwum Diecezjalnego w Opolu.

### Działalność naukowo-dydaktyczna
W roku akademickim 1984/1985 pogłębiał specjalizację z zakresu archiwistyki kościelnej w Scuola Vaticana di Paleografia, Diplomatica ed Archivistica w Rzymie, a także przeprowadzał kwerendę w Archiwum Watykańskim. W 1998 na Wydziale Teologicznym Katolickiego Uniwersytetu Lubelskiego uzyskał habilitację na podstawie dorobku naukowego i rozprawy Między Altransztadem a Połtawą. Stolica Apostolska wobec obsady tronu polskiego w latach 1706–1709. W 2003 otrzymał tytuł profesora nauk teologicznych.
W 1982 został wykładowcą historii Kościoła w Wyższym Seminarium Duchownym Śląska Opolskiego w Nysie, gdzie ponadto w latach 1982–1984 sprawował urząd prefekta, a w roku akademickim 1985/1986 piastował stanowisko wicerektora. Wykłady z historii Kościoła podjął również w Misyjnym Wyższym Seminarium Duchownym Księży Werbistów w Nysie w latach 1985–1993 oraz w Diecezjalnym Instytucie Teologiczno-Pastoralnym w Opolu (Filia Wydziału Teologicznego KUL) od 1986.
W 1994 został adiunktem w Katedrze Historii Kościoła i Patrologii na Wydziale Teologicznym założonego wówczas Uniwersytetu Opolskiego, a w 2006 kierownikiem tej katedry. W 2000 objął stanowisko profesora nadzwyczajnego, a w 2008 profesora zwyczajnego Wydziału Teologicznego Uniwersytetu Opolskiego.
W działalności naukowej zajmował się szczególnie zagadnieniami dziejów diecezji wrocławskiej po soborze trydenckim, Kościoła na Śląsku Opolskim i nuncjatury apostolskiej w Polsce (przede wszystkim w początkach XVIII w.), a także prowadził badania biografistyczne głównie biskupów wrocławskich i śląskich duchownych.

### Biskup
5 grudnia 1992 został przez papieża Jana Pawła II prekonizowany biskupem pomocniczym diecezji opolskiej ze stolicą tytularną Cemerinianus. Święcenia biskupie otrzymał 6 stycznia 1993 w bazylice św. Piotra w Rzymie. Konsekrował go Jan Paweł II, któremu asystowali arcybiskup Giovanni Battista Re, substytut ds. Ogólnych Sekretariatu Stanu, i arcybiskup Justin Francis Rigali, sekretarz Kongregacji ds. Biskupów. Jako zawołanie biskupie przyjął słowa „Crux Christi – spes nostra” (Krzyż Chrystusa – nadzieja nasza). Został ustanowiony wikariuszem generalnym diecezji i przewodniczącym wydziału nauki i kultury chrześcijańskiej kurii biskupiej. Był członkiem kolegium konsultorów i rady kapłańskiej. Nadto szczególną opiekę sprawował nad raciborskim regionem duszpasterskim.
29 grudnia 2011 papież Benedykt XVI przeniósł go na urząd biskupa diecezjalnego diecezji gliwickiej. Ingres do katedry Świętych Apostołów Piotra i Pawła w Gliwicach odbył 28 stycznia 2012. W latach 2017–2018 przeprowadził pierwszy synod w historii diecezji. 28 stycznia 2023 papież Franciszek przyjął jego rezygnację z obowiązków biskupa diecezjalnego gliwickiego. Do czasu objęcia diecezji przez jego następcę, Sławomira Odera, zlecono mu pełnienie funkcji administratora apostolskiego diecezji.
W ramach Konferencji Episkopatu Polski został przewodniczącym Zespołu ds. Kontaktów z Konferencją Episkopatu Niemiec i delegatem ds. Stowarzyszenia Archiwistów Kościelnych. Ponadto wszedł w skład Rady Naukowej, Rady ds. Kultury i Ochrony Dziedzictwa Kulturowego i Zespołu ds. Sanktuariów.
W 2018 konsekrował biskupa pomocniczego gliwickiego Andrzeja Iwaneckiego. Był współkonsekratorem podczas sakr biskupa pomocniczego opolskiego Pawła Stobrawy (2003) i biskupa diecezjalnego gliwickiego Sławomira Odera (2023).

## Odznaczenia i wyróżnienia
W 2023 prezydent RP Andrzej Duda nadał mu Krzyż Komandorski Orderu Odrodzenia Polski.
Przyznano mu honorowe obywatelstwo Kietrza (2009) i Lublińca (2022).
W 2020 otrzymał tytuł doktora honoris causa Uniwersytetu Papieskiego Jana Pawła II w Krakowie.
Został laureatem Śląskiej Nagrody im. Juliusza Ligonia (2008), Nagrody im. Karola Miarki (2009) i Nagrody Starosty Raciborskiego Mieszko AD 2017 za całokształt działalności. Odznaczony został medalem „Milito Pro Christo” (2023).